# Tiếng Ngô
Tiếng Ngô (phồn thể: 吳語; giản thể: 吴语; Latinh hóa tiếng Ngô và IPA: ngu1 ngiu2 [ŋŋ̍.ɲ̟y], bính âm Quan thoại và IPA: Wúyǔ [u³⁵ y²¹⁴]) là một nhóm ngôn ngữ lớn thuộc nhánh Hán của ngữ hệ Hán-Tạng.

## Phân bố
Tiếng Ngô được nói ở phần lớn tỉnh Chiết Giang, thành phố Thượng Hải, Nam Giang Tô, cũng như một số phần nhỏ hơn của các tỉnh An Huy, Giang Tây, và Phúc Kiến.

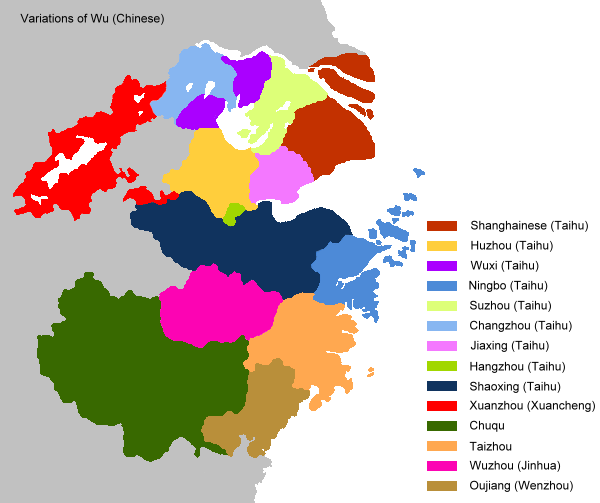
Bản đồ các khu vực và phương ngữ tiếng Ngô.

Các phương ngữ chính của tiếng Ngô là Thượng Hải, Tô Châu, Ôn Châu, Hàng Châu, Thiệu Hưng, Kim Hoa, Vĩnh Khang, và Cù Châu.

## Lịch sử
Tiếng Ngô hiện đại có nguồn gốc từ nước Ngô và nước Việt thời Xuân Thu. Hai nước này nằm ở khu vực tỉnh Giang Tô và Chiết Giang hiện nay.
Tiếng Nhật có cách đọc chữ Hán theo âm Go-on (呉音 goon?, pinyin: Wú yīn; Ngô âm) là do dựa theo ngôn ngữ của nước Đông Ngô thời Tam Quốc. Nước Đông Ngô cũng có trung tâm nằm tại khu vực nói tiếng Ngô hiện nay.
Trong lúc Ngũ Hồ tràn vào Trung Nguyên, thân thuộc nhà Tấn bỏ chạy từ phía bắc về phía nam và tái lập nhà Đông Tấn ở thành Kiến Khang (khu vực nói tiếng Ngô). Lúc này ngôn ngữ của dân Tấn (tiếng Tấn hoặc Quan Thoại) có phần lấn át tiếng Ngô.
Một số nhân vật lịch sử nói tiếng Ngô như tiếng mẹ đẻ là: Tùy Dạng Đế, Dạng Mẫn hoàng hậu, Tây Lương Tuyên Đế...
Thời nhà Thanh, người tiếng Ngô chiếm tới 20% tổng số dân Trung Quốc. Sau loạn Thái Bình Thiên Quốc, khu vực có người nói tiếng Ngô bị giảm chỉ còn khoảng 8%. Năm 1984, có khoảng 77 triệu người nói tiếng Ngô.

## Văn hóa
Một số nhân vật tiêu biểu trong lịch sử hiện đại Trung Quốc là người nói tiếng Ngô như: Tưởng Giới Thạch, Lỗ Tấn, Thái Nguyên Bồi...
Tiếng Ngô cũng giữ vai trò quan trọng trong sự phát triển và được sử dụng nhiều trong Việt kịch (越剧; hoặc 绍兴戏 Thiệu Hưng hí - Shaoxing opera), Kinh kịch...
Năm 1991, có 87 triệu người nói tiếng Ngô, khiến đây là loại tiếng Trung được nói đông thứ hai sau tiếng Quan Thoại (800 triệu người nói).